# Kenzō (imię)
Kenzō lub Kenzo (jap. けんぞう, ケンゾウ) – popularne męskie imię japońskie.

## Możliwa pisownia
Kenzō można zapisać, używając wielu różnych znaków kanji i może znaczyć m.in.:
- 賢三, „mądry, trzy”
- 健三, „zdrowy, trzy”
- 謙三, „pokorny, trzy”
- 健想, „zdrowy, pojęcie”
- 建造, „budować, tworzyć”
- 健蔵, „zdrowy, skład”
- 憲蔵, „konstytucja, skład”
- 研造, „badania, tworzyć”

## Znane osoby
- Kenzo (ケンゾ), perkusista japońskiego zespołu visual kei Ayabie
- Cesarz Kenzō (顕宗), 23. cesarz Japonii (485-487)
- Kenzō Fujisue (健三), japoński polityk
- Kenzō Nakamura (兼三), były japoński judoka
- Kenzō Suzuki (憲蔵), japoński astronom
- Kenzō Takada (賢三), japoński projektant mody, założyciel Kenzo – paryskiego domu mody
- Kenzō Tange (健三), japoński architekt modernizmu i postmodernizmu

## Fikcyjne postacie
- Kenzō Tenma (賢三), główny bohater mangi i anime Monster